# Mateusz Didenkow
Mateusz Didenkow (ur. 22 kwietnia 1987) – polski lekkoatleta, specjalizujący się w skoku o tyczce.

## Kariera
Międzynarodową karierę zaczynał w 2005 roku kiedy to zajął szóste miejsce w mistrzostwach Europy juniorów. Rok później uplasował się tuż za podium, na czwartej lokacje, podczas juniorskich mistrzostw świata. W 2007 roku był dziewiąty na młodzieżowym czempionacie Starego Kontynentu. Bez powodzenia (odpadł w eliminacjach) startował w halowych mistrzostwach Europy w 2009. Jedenaste miejsce przyniosły mu mistrzostwa Europy w Barcelonie (2010). Wicemistrz uniwersjady z 2011. W tym samym sezonie był 7. podczas mistrzostw świata. Z powodu urazu ścięgna Achillesa nie mógł wystartować na igrzyskach olimpijskich w Londynie (2012).
Dwukrotny złoty medalista mistrzostw Polski seniorów (Bydgoszcz 2009 i Bydgoszcz 2011) ma w dorobku także brązowy medal krajowego czempionatu (Poznań 2007). Dwa razy zajmował drugie miejsce (Spała 2008 i Spała 2009) oraz raz trzecie (Spała 2010) w halowych mistrzostwach Polski. Stawał na podium mistrzostw Polski juniorów oraz młodzieżowych mistrzostw kraju.

## Rekordy życiowe
Na stadionie
- skok o tyczce – 5,75 m (20 sierpnia 2011, Shenzhen i 29 sierpnia 2011, Taegu) – 9. wynik w historii polskiej lekkoatletyki[8]

W hali
- skok o tyczce – 5,61 m (28 lutego 2009, Bad Oeynhausen).

## Osiągnięcia
| Rok  | Impreza                        | Miejsce   | Lokata            | Wynik |
| ---- | ------------------------------ | --------- | ----------------- | ----- |
| 2005 | Mistrzostwa Europy juniorów    | Kowno     | 6. miejsce        | 4,80  |
| 2006 | Mistrzostwa świata juniorów    | Pekin     | 4. miejsce        | 5,30  |
| 2007 | Młodzieżowe mistrzostwa Europy | Debreczyn | 9. miejsce        | 5,30  |
| 2009 | Halowe mistrzostwa Europy      | Turyn     | el. – 11. miejsce | 5,55  |
| 2010 | Mistrzostwa Europy             | Barcelona | 11. miejsce       | 5,50  |
| 2011 | Uniwersjada                    | Shenzhen  | 2. miejsce        | 5,75  |
| 2011 | Mistrzostwa świata             | Taegu     | 7. miejsce        | 5,75  |